# Navneet Aditya Waiba
 (mai 2023).
La mise en forme du texte ne suit pas les recommandations de Wikipédia : il faut le « wikifier ».
Les points d'amélioration suivants sont les cas les plus fréquents :
- Les titres sont pré-formatés par le logiciel. Ils ne sont ni en capitales, ni en gras.
- Le texte ne doit pas être écrit en capitales (les noms de famille non plus), ni en gras, ni en italique, ni en « petit »…
- Le gras n'est utilisé que pour surligner le titre de l'article dans l'introduction, une seule fois.
- L'italique est rarement utilisé : mots en langue étrangère, titres d'œuvres, noms de bateaux, etc.
- Les citations ne sont pas en italique mais en corps de texte normal. Elles sont entourées par des guillemets français : « et ».
- Les listes à puces sont à éviter, des paragraphes rédigés étant largement préférés. Les tableaux sont à réserver à la présentation de données structurées (résultats, etc.).
- Les appels de note de bas de page (petits chiffres en exposant, introduits par l'outil «  Source ») sont à placer entre la fin de phrase et le point final[comme ça].
- Les liens internes (vers d'autres articles de Wikipédia) sont à choisir avec parcimonie. Créez des liens vers des articles approfondissant le sujet. Les termes génériques sans rapport avec le sujet sont à éviter, ainsi que les répétitions de liens vers un même terme.
- Les liens externes sont à placer uniquement dans une section « Liens externes », à la fin de l'article. Ces liens sont à choisir avec parcimonie suivant les règles définies. Si un lien sert de source à l'article, son insertion dans le texte est à faire par les notes de bas de page.
- La présentation des références doit suivre les conventions bibliographiques. Il est recommandé d'utiliser les modèles {{Ouvrage}}, {{Chapitre}}, {{Article}}, {{Lien web}} et/ou {{Bibliographie}}. Le mode d'édition visuel peut mettre en forme automatiquement les références.
- Insérer une infobox (cadre d'informations à droite) n'est pas obligatoire pour parachever la mise en page.

Pour une aide détaillée, merci de consulter Aide:Wikification.
Si vous pensez que ces points ont été résolus, vous pouvez retirer ce bandeau et améliorer la mise en forme d'un autre article.
 (juin 2023).
Navneet Aditya Waiba est une chanteuse folk indienne de langue népalaise et la fille de Hira Devi Waiba, la pionnière de la musique folklorique népalaise. Navneet et son jeune frère Satya Aditya Waiba (producteur / directeur) sont les seuls artistes du genre de la musique folklorique népalaise qui chantent et produisent des chansons folkloriques népalaises traditionnelles authentiques sans falsification ni modernisation en utilisant principalement des instruments de musique népalais organiques et traditionnels,,,.

## Jeunesse
Navneet Aditya Waiba grandit dans la ville de Kurseong à Darjeeling, au Bengale-Occidental, en Inde. Ses parents sont  Hira Devi Waiba, pionnière de la musique folklorique népalaise et Ratan Lal Aditya. Avec son frère, Satya, ils grandissent dans un environnement musical  grâce à leur mère et à leur grand-père Sri Singh Man Waiba, qui est également le mentor musical de leur mère,,,.

## Éducation et carrière précédente
Navneet Aditya Waiba obtient sa maîtrise en anglais (MA) de l'Université du Bengale du Nord,. Elle a travaillé comme chef de cabine senior chez Cathay Pacific, à Hong Kong.

## Carrière musicale

### Équipe
Satya Aditya Waiba, son frère produit et gère la musique tandis que le groupe Kutumba de Katmandou assure la musique des chansons,,,.

### Parcours musical
Après la mort de leur mère Hira Devi Waiba en 2011, Navneet et Satya se sont associés et ont commencé à travailler pour faire revivre, protéger et populariser l'authentique musique folklorique népalaise traditionnelle, gardant ainsi en vie l'héritage musical générationnel séculaire de la famille. Leurs chansons traitent principalement des problèmes des femmes, des conflits et des difficultés de la société népalaise,,.
Le duo frère et sœur a réarrangé et réenregistré les chansons de Hira Devi Waiba et, en 2015, a sélectionné les chansons les plus emblématiques et les plus populaires de Hira Devi Waiba. Ils ont intitulé l'album Ama Lai Shraddhanjali - Tribute to Mother et l'ont publié le 3 novembre 2017 dans un lieu historique, le musée de Patán de Katmandou, au Népal,,,,,.
« Je voudrais inspirer la jeune génération à revenir aux racines auxquelles nous appartenons. Je sens que les chansons ramèneront ces souvenirs » -Navneet Aditya Waiba.

## Discographie

### Album
Toutes les chansons sont écrites et composées par Tous les titres sont écrits par Singh Man Singh Waiba (le grand-père de Navneet et Satya)..
| Ama Lai Shraddhanjali – ((CD, téléchargement numérique, radio en ligne)) | Ama Lai Shraddhanjali – ((CD, téléchargement numérique, radio en ligne)) | Ama Lai Shraddhanjali – ((CD, téléchargement numérique, radio en ligne)) | Ama Lai Shraddhanjali – ((CD, téléchargement numérique, radio en ligne)) | Ama Lai Shraddhanjali – ((CD, téléchargement numérique, radio en ligne)) | Ama Lai Shraddhanjali – ((CD, téléchargement numérique, radio en ligne)) | Ama Lai Shraddhanjali – ((CD, téléchargement numérique, radio en ligne)) | Ama Lai Shraddhanjali – ((CD, téléchargement numérique, radio en ligne)) | Ama Lai Shraddhanjali – ((CD, téléchargement numérique, radio en ligne)) | Ama Lai Shraddhanjali – ((CD, téléchargement numérique, radio en ligne)) |
| No                                                                       | Titre                                                                    | Durée                                                                    |                                                                          |                                                                          |                                                                          |                                                                          |                                                                          |                                                                          |                                                                          |
| ------------------------------------------------------------------------ | ------------------------------------------------------------------------ | ------------------------------------------------------------------------ | ------------------------------------------------------------------------ | ------------------------------------------------------------------------ | ------------------------------------------------------------------------ | ------------------------------------------------------------------------ | ------------------------------------------------------------------------ | ------------------------------------------------------------------------ | ------------------------------------------------------------------------ |
| 1.                                                                       | Aye Syangbo                                                              | 4:23                                                                     |                                                                          |                                                                          |                                                                          |                                                                          |                                                                          |                                                                          |                                                                          |
| 2.                                                                       | Chuiya ma Hah                                                            | 4:12                                                                     |                                                                          |                                                                          |                                                                          |                                                                          |                                                                          |                                                                          |                                                                          |
| 3.                                                                       | Dhankuta                                                                 | 4:07                                                                     |                                                                          |                                                                          |                                                                          |                                                                          |                                                                          |                                                                          |                                                                          |
| 4.                                                                       | Ramri ta Ramri                                                           | 3:27                                                                     |                                                                          |                                                                          |                                                                          |                                                                          |                                                                          |                                                                          |                                                                          |
| 5.                                                                       | Jhilke Naachayko                                                         | 4:23                                                                     |                                                                          |                                                                          |                                                                          |                                                                          |                                                                          |                                                                          |                                                                          |
| 6.                                                                       | Phariya Lyaaidiyechan                                                    | 4:35                                                                     |                                                                          |                                                                          |                                                                          |                                                                          |                                                                          |                                                                          |                                                                          |
| 7.                                                                       | Kahu Bela                                                                | 1:23                                                                     |                                                                          |                                                                          |                                                                          |                                                                          |                                                                          |                                                                          |                                                                          |
| 23:30                                                                    |                                                                          |                                                                          |                                                                          |                                                                          |                                                                          |                                                                          |                                                                          |                                                                          |                                                                          |